# Bezold-Abney-Phänomen
Durch Mischen von weißem mit monochromatischem Licht ändert sich nicht nur die Sättigung der Farbe, sondern der Farbton selbst. Dieser Effekt wird als Bezold-Abney-Phänomen bezeichnet. Benannt wurde dieses Phänomen nach Wilhelm von Bezold und Sir William de Wiveleslie Abney. In mancher Literatur wird die Bezeichnung auch synonym zum Bezold-Brücke-Phänomen verwendet. Synonym ist ebenfalls die Bezeichnung Abney-Effekt.

## Beschreibung
Bei additiver Farbmischung von einzelnen primären Spektralfarben addieren sich die Leuchtdichten dieser einzelnen Farben zu einer Gesamtleuchtdichte auf. Durch Zugabe von weißem Licht verändert sich die Sättigung der Farben. Diese Veränderung wird durch das menschliche Auge als Farbtonveränderung wahrgenommen. Bei Zugabe von weißem Licht findet eine Veränderung – für verschiedene Farben in unterschiedlichem Ausmaß – statt. Die Helligkeit ist für die Farbwahrnehmung und Farbunterscheidung im menschlichen Auge von großer Bedeutung. Bei sehr geringer Leuchtdichte werden nur drei Einzelfarbtöne aus einem spezifischen Strahlungsbereich wahrgenommen. Das Bezold-Abney-Phänomen ist an den beiden Enden des Spektrums am stärksten ausgeprägt z. B. von rot bis orange und blau bis violett. Im mittleren Bereich ist dieser Effekt kaum wahrzunehmen und schwächer ausgeprägt. Farbreize zwischen 380 nm und 480 nm werden als Blauviolett, zwischen 480 nm und 570 nm als Grün sowie Farbreize zwischen 570 nm und 760 nm als Rot wahrgenommen.

## Entstehungsgrund
Dieser Effekt kann bis heute nicht genau erklärt werden, und es gibt verschiedene Theorien für die Entstehung dieses Phänomens. Einige gehen davon aus, dass es etwas mit den unterschiedlichen Empfindlichkeiten der Farbrezeptoren der Netzhaut zu tun hat (Stäbchen (Farbwahrnehmung) und Zapfen (Helligkeit)). Andere Forscher gehen davon aus, dass es etwas mit einem Filterprozess in unserem Gehirn zu tun hat.